# Rogozna (montagne)
Pour les articles homonymes, voir Rogozna.
Le mont Rogozna (en serbe cyrillique : Рогозна) est une montagne de Serbie située dans la chaîne du Zlatar et dans les Alpes dinariques. Son point culminant, le Crni Vrh, s'élève à une altitude de 1 504 m.

## Géographie
Le mont Rogozna est situé au sud-ouest de la Serbie centrale, dans le Sandjak de Novi Pazar et à la limite la plus orientale de la chaîne du Zlatar. Il est entouré par les monts Hum, Jarut et Ninaja à l'ouest, Golija au nord-ouest et au nord, Kopaonik au nord et à l'est et Kolašin au sud. Il est délimité par la rivière Raška à l'est et par l'Ibar au sud et à l'est. Outre le Crni Vrh, ses pics les plus importants sont le Šanac (1 328 m) et la Đukova glava (1 248 m).

## Infrastructures et localités
Le mont Rogozna lui-même n'abrite aucune localité importante ; en revanche, la ville de Novi Pazar (54 604 hab.) se trouve sur les contreforts occidentaux de la montagne et celle de Raška (6 619 hab.) à l'extrême nord. Les villes de Zubin Potok et Kosovska Mitrovica, au Kosovo, sont situées au sud de la montagne et celles de Leposavić et de Lešak à l'est,. Au cœur de la montagne de Rogozna se trouvent les villages de Vučja Lokva (15 hab.) et de Kašalj (35 hab.), situés respectivement au nord-est et au sud du mont Šanac.
La montagne est entourée par d'importantes voies de communication, comme la route européenne E65-E60 au sud ; la route nationale 22, qui commence sur la route européenne au village de Ribariće, se dirige vers le nord-est et traverse Novi Pazar ; la route nationale 22-3, en direction du nord-ouest, part de Kosovska Mitrovica et passe par Leposavić et Lešak ; ces deux axes se rejoignent à Raška, au nord de la Rogozna. Une seule route régionale traverse la montagne, reliant Novi Pazar à Zvečan et à Kosovska Mitrovica.